# De nit, a Roma
De nit, a Roma (títol original en italià: Era notte a Roma) és una pel·lícula italiana dirigida per Roberto Rossellini, estrenada el 1960. Ha estat doblada al català.

## Argument[2]
1943, a la Roma ocupat pels alemanys, tres presoners evadits, un americà, un rus i un anglès s'amaguen, ajudats per una jove i el seu promès, un militant comunista. Intenten escapar a la trampa que els amenaça.

## Repartiment
- Giovanna Ralli: Esperia Beli
- Renato Salvatori: Renato Balducci
- Leo Genn: Michael Pemberton
- Serguei Bondartxuk: Fyodor Nazukov
- Peter Baldwin: Peter Bradley
- Paolo Stoppa: Princep Alessandro Antoniani
- Enrico Maria Salerno: Dot. Costanzi
- Hannes Messemer: Coronel Von Kleist
- Sergio Fantoni
- Laura Betti
- Rosalba Neri

## Premis i nominacions
Premis
- 1960: Premi especial del jurat al Festival de Karlovy Vary